# Казантай
Казантай (каз. Қазантай) — село в Аккулинском районе Павлодарской области Казахстана. Входит в состав Малыбайского сельского округа. Код КАТО — 555255200.

## Население
В 1999 году население села составляло 440 человек (228 мужчин и 212 женщин). По данным переписи 2009 года, в селе проживало 268 человек (143 мужчины и 125 женщин).